# Helmuth Schönnenbeck
Helmuth Schönnenbeck (* 1. November 1902 in Endenich; † 19. Dezember 1973 in Feldafing am Starnberger See) war ein deutscher Filmeditor und Filmproduzent.

## Leben
Schönnenbeck begann seine Karriere als Regieassistent und arbeitete in dieser Funktion für Herbert Selpin bei dessen Filmen Spiel an Bord und Alarm in Peking. 1937 wurde er von der Cine-Allianz Tonfilm als Schnittmeister eingestellt, wurde aber bereits im darauf folgenden Jahr (beginnend mit Ziel in den Wolken) von der Terra-Filmkunst abgeworben und war bei dieser Produktionsfirma bis 1945 für den Filmschnitt verantwortlich. In den Kriegsjahren kam es zu einer engen Zusammenarbeit mit Terra-Star Heinz Rühmann, dessen Filme Schönnenbeck – sowohl in Rühmanns Funktion als Schauspieler wie als Regisseur – schnitt. 1945 war er auch als Editor für die unvollendet gebliebene Rühmann-Komödie Sag die Wahrheit vorgesehen. Außerdem schnitt Helmuth Schönnenbeck drei Inszenierungen Helmut Käutners.
Unmittelbar nach Kriegsende tat sich Schönnenbeck mit einem Partner, E. Hasselbach, zusammen und gründete die Studio 45-Film GmbH, die erste Filmproduktionsfirma nach dem Krieg mit britischer Lizenz. Mit dieser Gesellschaft realisierte Schönnenbeck noch 1946 den Sag‘ die Wahrheit-Filmstoff – diesmal ohne Rühmann – neu. Nach dem Schnitt an dem von seiner Firma produzierten Zeitbild Zugvögel beendete Helmut Schönnenbeck seine Laufbahn als Schnittmeister und wandte sich nunmehr ganz der Filmproduktion zu. Als nach nur drei Filmen die Studio 45-Film GmbH pleiteging, konnte Schönnenbeck bis zur Gründung der Bundesrepublik lediglich eine Filmidee (1948 zu Blockierte Signale) unterbringen. Von 1950 bis 1954 arbeitete er als Produktionsleiter.
Der nach dem Krieg zunächst in Grünwald ansässige Schönnenbeck beendete danach seine aktive Filmlaufbahn und erwarb später ein eigenes Filmtheater. Nach langer Krankheit verstarb er 71-jährig kurz vor Weihnachten 1973. Helmuth Schönnenbecks Frau war die Filmeditorin Anneliese Schönnenbeck.

## Filmografie

### Als Editor
- 1937: Fremdenheim Filoda
- 1937: Das große Abenteuer
- 1938: Rätsel um Beate
- 1938: Diskretion – Ehrensache
- 1938: Ziel in den Wolken
- 1939: Männer müssen so sein
- 1939: Flucht ins Dunkel
- 1939: Ehe in Dosen
- 1939: Dein Leben gehört mir
- 1939: Hurra! Ich bin Papa!
- 1940: Lauter Liebe
- 1940: Kleider machen Leute
- 1941: Auf Wiedersehn, Franziska
- 1941: Sein Sohn
- 1942: Wir machen Musik
- 1942: Der 5. Juni
- 1943: Sophienlund
- 1943/47: Quax in Afrika
- 1944: Die Feuerzangenbowle
- 1944: Seinerzeit zu meiner Zeit
- 1944: Der Engel mit dem Saitenspiel
- 1947: Zugvögel

### Als Produzent / Produktionsleiter
- 1946: Sag’ die Wahrheit
- 1947: Und finden dereinst wir uns wieder…
- 1950: Liebe auf Eis
- 1950: Dämonische Liebe
- 1952: Das kann jedem passieren
- 1952: Die blaue Stunde
- 1953: Salto Mortale
- 1953: Liebe und Trompetenblasen
- 1954: Frühlingslied